# كارل أنديرس
كارل أنديرس (بالألمانية: Karl Anders) هو مقاوم وصحفي ألماني، ولد في 24 يناير 1907 في برلين في ألمانيا، وتوفي في 27 فبراير 1997 في دراي آيش في ألمانيا.